# Marcin Kania (fotograf)
Marcin Kania (ur. 1980 w Krakowie) – polski artysta fotograf, fotoreporter. Doktor nauk humanistycznych w dziedzinie literaturoznawstwa, projektant książek i okładek. Członek rzeczywisty i Artysta Fotoklubu Rzeczypospolitej Polskiej Stowarzyszenia Twórców (AFRP). Członek Stowarzyszenia Myślenickiej Grupy Fotograficznej „mgFoto”. Członek Stowarzyszenia Historyków Fotografii. Redaktor naczelny, projektant oraz wydawcą czasopisma „mgFoto Magazyn”.

## Życiorys
W 2005 został absolwentem Filologii Polskiej i Studium Dziennikarskiego Uniwersytetu Pedagogicznego w Krakowie. W 2011 otrzymał stopień doktora. Związany z małopolskim środowiskiem fotograficznym – mieszka i pracuje w Krakowie. Miejsce szczególne w jego twórczości zajmuje fotografia dokumentalna, fotografia kreacyjna, fotografia reportażowa, fotografia portretowa. Jest wykładowcą przedmiotów powiązanych z fotografią i DTP. Zajmuje się analizą twórczości Antoniego Euzebiusza Balickiego oraz Henryka Różyckiego. W 2004 otrzymał Stypendium Twórcze Miasta Krakowa w dziedzinie literatury. Od 2009 do 2017 był redaktorem naczelnym pisma Uniwersytetu Pedagogicznego „Konspekt”. W 2018 został wydawcą pisma „mgFoto Magazyn” – kwartalnika Stowarzyszenia Myślenickiej Grupy Fotograficznej „mgFoto”, publikowanego w wersji elektronicznej i papierowej. W 2019 został przyjęty w poczet członków rzeczywistych Fotoklubu Rzeczypospolitej Polskiej Stowarzyszenia Twórców (legitymacja nr 450). W 2023 (w uznaniu dokonań w zakresie promocji fotografii) został odznaczony Złotym Medalem „Za Fotograficzną Twórczość”.

## Odznaczenia
- Złoty Medal „Za Fotograficzną Twórczość” (2023)[11]

## Książki
- Za pomocą światła. O fotografach i fotografii – Wydawnictwo i Drukarnia Tercja (2023)[1][12]

## Wystawy indywidualne
- W obiektywie – Biblioteka Główna Uniwersytetu Pedagogicznego (Kraków 2019)
- Spojrzenia, spostrzeżenia, notatki – Miejska Biblioteka Publiczna (Myślenice 2019)
- Spojrzenia, spostrzeżenia, notatki – Centrum Kultury, Sportu i Turystyki (Kalwaria Zebrzydowska 2020)
- Miejsca jako punkty w przestrzeni – PGE Giganty Mocy (Bełchatów 2020)
- Po zachodzie Słońca – Live-Book Cafe (Skawina 2023)[2][13]

Źródło